# Boccaccio leest koningin Johanna van Napels de Decamerone voor
Boccaccio leest koningin Johanna van Napels de Decamerone voor is een schilderij van de Belgische romantische kunstschilder Gustave Wappers, voltooid in 1849, 171 × 228 centimeter groot. Het werk bevindt zich thans in de collectie van de Koninklijke Musea voor Schone Kunsten van België te Brussel.

## Context
De Decamerone is het meesterwerk van de Italiaanse schrijver Giovanni Boccaccio (1313-1375). Het werk bestaat uit honderd verhalen, verteld door drie mannen en zeven vrouwen tijdens een veertien dagen durend verblijf op een prachtig landgoed, op de vlucht voor de Florentijnse pestepidemie van 1348. De bundel was eeuwenlang berucht om zijn erotische verhalen, de pittige humor en de spot met de geestelijkheid en de gezagdragers. Ten tijde van de romantiek, toen Wappers het hier besproken schilderij maakte, kende het boek een grote populariteit. Toen Wappers zijn eindversie opleverde aan zijn opdrachtgever Baron Pret-Roose de Calesberg (1802-1891), refereerde hij per brief aan de woorden die Boccaccio zelf in in de epiloog van zijn verhalenbundel neerschreef: "De pen moet evenveel vrijheid krijgen als het penseel van de schilder". Deze citering verwijst niet alleen naar het onderwerp, maar kan tevens geduid worden als anticlassicistisch en illustratief voor Wappers ideeën over de schilderkunst.

## Afbeelding
Wappers beeldt een klassiek en evenwichtig opgebouwd tafereel af, bijna als een mise-en-scène, met drie personen: de schrijver Boccaccio, Johanna, de koningin van Napels, en een hofdame tussen hen beiden in. Op de achtergrond zijn de baai van Napels en de rokende Vesuvius te zien. De scène wordt weergegeven in een warm kleurenpalet en laat in de uitwerking duidelijk zien hoe romantische sfeerelementen bleven strijden met op harmonie gerichte neoclassicistische opvattingen, typerend voor een groot deel van de Belgische romantiek uit die dagen. Uit de stofweergave en het stilleven rechtsvoor blijkt de verwantschap met de Oude Vlaamse schilderkunst en met name Wappers bewondering voor het werk van Pieter Paul Rubens.
De twee dames op het schilderij hebben het zich gemakkelijk gemaakt op een bed op een paleisterras, in de schaduw. Schaars gekleed luisteren ze naar de bekende schrijver, die volgens de titel voorleest uit zijn Decamerone. Ook op de papieren die hij op zijn schoot heeft staat te lezen: "Bocaccio Decameron". In de blik die met name Johanna hem toewerpt schuilt een latente erotiek, die refereert aan de frivole inhoud van de Decamerone. Geplaatst tegen de achtergrond van haar dramatisch verlopen leven, gekenmerkt door veel oorlog en bloedvergieten, geeft dit een soort van dubbele bodem aan het thema.

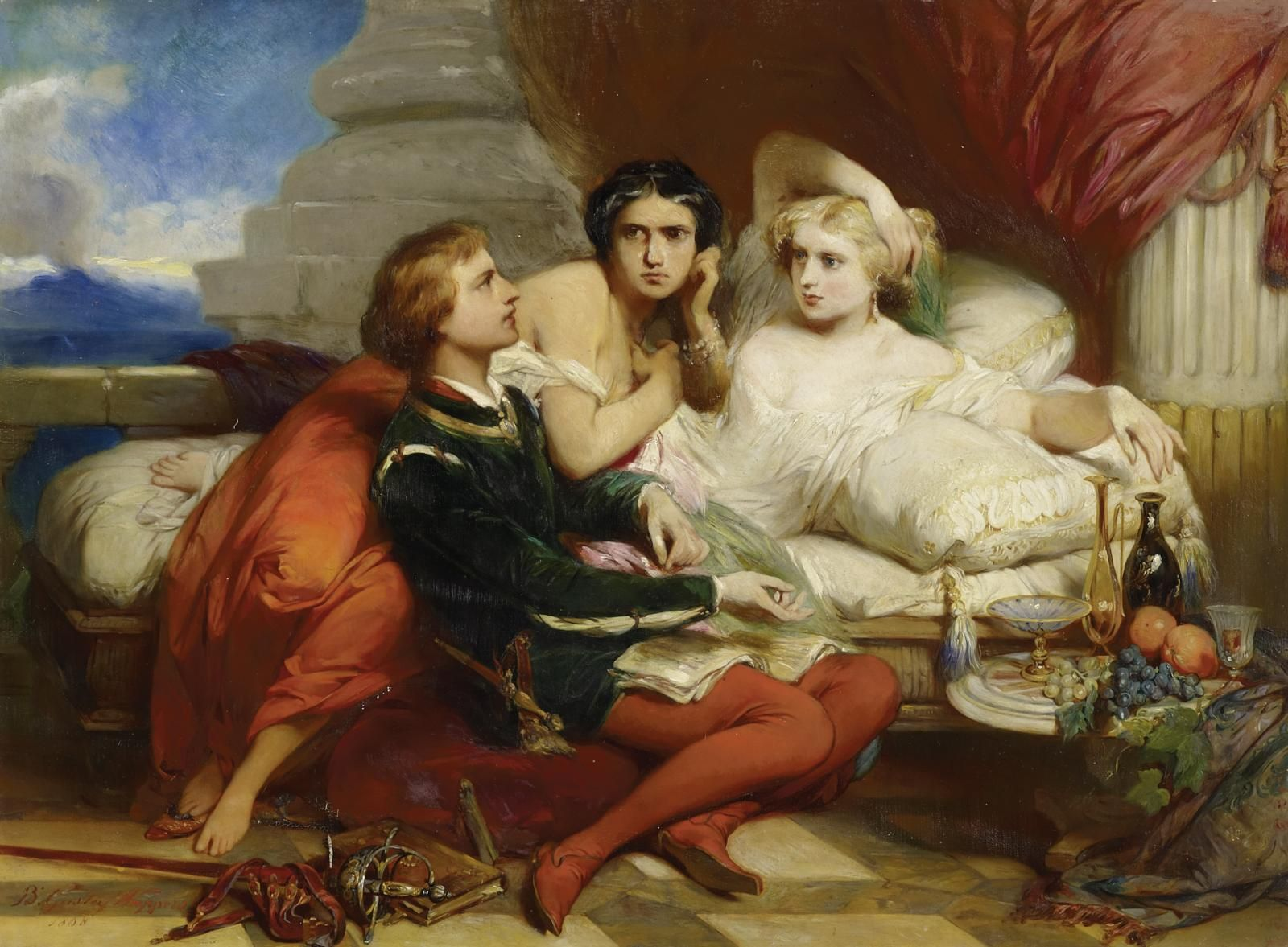
Tweede versie, 1868.

Wappers neemt het in zijn uitwerking overigens niet zo nauw met de historische werkelijkheid. Op het schilderij ziet Boccaccio er uit als een jongeling, terwijl hij zijn Decamerone pas voltooide op veertigjarige leeftijd. Twee jaar nadien, in 1855, verbleef Boccaccio aan het hof van Johanna en schreef hij haar biografie, welke hij later publiceerde in zijn De mulieribus claris. De historische context als zodanig lijkt dan ook bijzaak voor de schilder. Het gaat hem vooral om de sensuele atmosfeer en de gemoedsbeweging bij de figuren.

## Tweede versie
Bijna 20 jaar na dato, in 1868, zou Wappers het thema andermaal schilderen, opnieuw in opdracht, in olieverf op paneel. De kwaliteit van deze tweede versie blijft echter achter bij de eerste.